# ستيف دوغان
ستيف دوغان (بالإنجليزية: Steve Duggan)‏ هو لاعب سنوكر بريطاني، ولد في 10 أبريل 1958 في دونكاستر في المملكة المتحدة.

## وصلات خارجية
- ستيف دوغان على موقع CueTracker.net (الإنجليزية)